# Chantry (Somerset)
Chantry is een gehucht nabij Whatley in het Engelse graafschap Somerset. De kerkparochie Chantry werd begin negentiende eeuw gevormd uit delen van omliggende parochies, zoals Whatley. De dorpskerk dateert van 1844-46 en heeft een vermelding op de Britse monumentenlijst. In het eerste kwart van de negentiende eeuw bouwde James Fussell IV, een regionale staalmagnaat, er een landhuis met landschapstuin. Ook had de familie Fussell er sinds midden achttiende eeuw een fabriek, die met waterkracht werd aangedreven.